# 阿蘇市立尾ヶ石東部小学校
阿蘇市立尾ヶ石東部小学校（あそしりつおがいしとうぶしょうがっこう）は、熊本県阿蘇市狩尾にあった公立小学校。

## 沿革
- 1874年（明治7年）4月 - 下村に狩尾学校設立。
- 1875年（明治8年）4月 - 甲賀無田に甲賀学校設立。
- 1887年（明治20年）4月 - 赤水簡易狩尾支教場となる。
- 1891年（明治24年）4月 - 尾ヶ石東部尋常小学校と改称。河原口へ移転。
- 1895年（明治28年）4月 - 上の小屋へ移転。
- 1910年（明治43年）4月 - 大鶴分教場設置。
- 1911年（明治44年）4月 - 尾ヶ石東部尋常高等小学校と改称。
- 1941年（昭和16年）4月 - 尾ヶ石東部国民学校と改称。
- 1947年（昭和22年）4月 - 尾ヶ石村立尾ヶ石東部小学校と改称。
- 1954年（昭和29年）4月 - 阿蘇町立尾ヶ石東部小学校と改称。
- 1969年（昭和44年）8月 - 大鶴分校廃止。
- 2005年（平成17年）2月 - 阿蘇市立尾ヶ石東部小学校と改称。
- 2016年（平成26年）4月 - 阿蘇市立阿蘇西小学校へ統合。